# The After Hours
The After Hours este episodul 34 al serialului american Zona crepusculară. A fost difuzat pe 10 iunie 1960 pe CBS.

## Intriga
Marsha White (Anne Francis), aflată în căutarea unui cadou pentru mama sa într-un magazin universal⁠(d), deci să achiziționeze un degetar⁠(d) de aur. Liftierul o duce la etajul al nouălea al clădirii, deși pe indicatorul liftului sunt doar opt etaje. Aceasta observă că nu există nimic acolo, dar când se întoarce spre lift, ușa se închide brusc și rămâne blocată acolo. În timp ce cutreieră confuză etajul, este abordată de o vânzătoare care îi oferă singurul articol aflat la vânzare: degetarul de aur pe care aceasta și-l dorește. Marsha este derutată atât de acțiunile liftierului, care a transportat-o la un etaj abandonat, cât și de cele ale vânzătoarei, care îi cunoaște numele și îi oferă exact ce caută. Vânzătoarea o întreabă dacă este fericită, iar aceasta îi spune că nu este problema sa. După ce părăsește etajul, aceasta observă că degetarul este zgâriat, iar liftierul o îndrumă către Departamentul de reclamații situat la etajul trei.
Când încearcă să-l convingă pe supervizorul Armbruster și pe domnul Sloan, managerul magazinului, că produsul a fost achiziționat la etajul al nouălea, i se spune că acest etaj nu există. Marsha nu are nicio dovadă a tranzacției, deoarece a plătit numerar și nu are bon. Aceasta o observă pe vânzătoarea care i-a recomandat articolul, dar este șocată când descoperă că este de fapt unul dintre manechinele⁠(d) magazinului. În timp ce se odihnește într-un biroul după șocul suferit, Marsha se trezește încuiată în magazin după programul de muncă. Reușește să găsească o cale de ieșire și devine alarmată de vocile misterioase care o strigă pe nume și unele mișcări subtile făcute de manechinele din jurul ei. Aceasta răstoarnă din greșeală manechinul marinarului și realizează că este identic cu operatorul de lift.
Cuprinsă de isterie, Marsha intră în lift și ajunge din nou la al nouălea etaj al clădirii. Acolo conștientizează că acesta este o zonă de depozitare ocupată de manechine animate și cugetătoare. Cu ajutorul acestora, Marsha își amintește că este la rândul său un manechin. În cadrul societății lor, manechinele trăiesc printre oameni timp de o lună de zile. Marsha și-a petrecut atât de mult timp în societatea umană încât și-a pierdut identitatea și a sosit printre manechine cu o zi întârziere. Odată revenită, următorul manechin - vânzătoarea - pleacă din magazin pentru a trăi printre oameni timp de 30 de zile. Celelalte manechine își iau rămas bun, iar marinarul o întreabă pe Marsha dacă s-a bucurat de timpul petrecut în comunitatea umană. Aceasta îi răspunde: „Atât de mult haz... atât de mult haz”. Marsha și marinarul își asumă poziția de „manechin” și devin imobile.
A doua zi, domnul Armbruster se plimbă prin magazin și privește cu uimire spre un manechin care seamănă cu Marsha White.